# Leptotes bohnkiana
Leptotes bohnkiana är en orkidéart som beskrevs av Marcos Antonio Campacci. Leptotes bohnkiana ingår i släktet Leptotes och familjen orkidéer. Inga underarter finns listade i Catalogue of Life.

## Bildgalleri

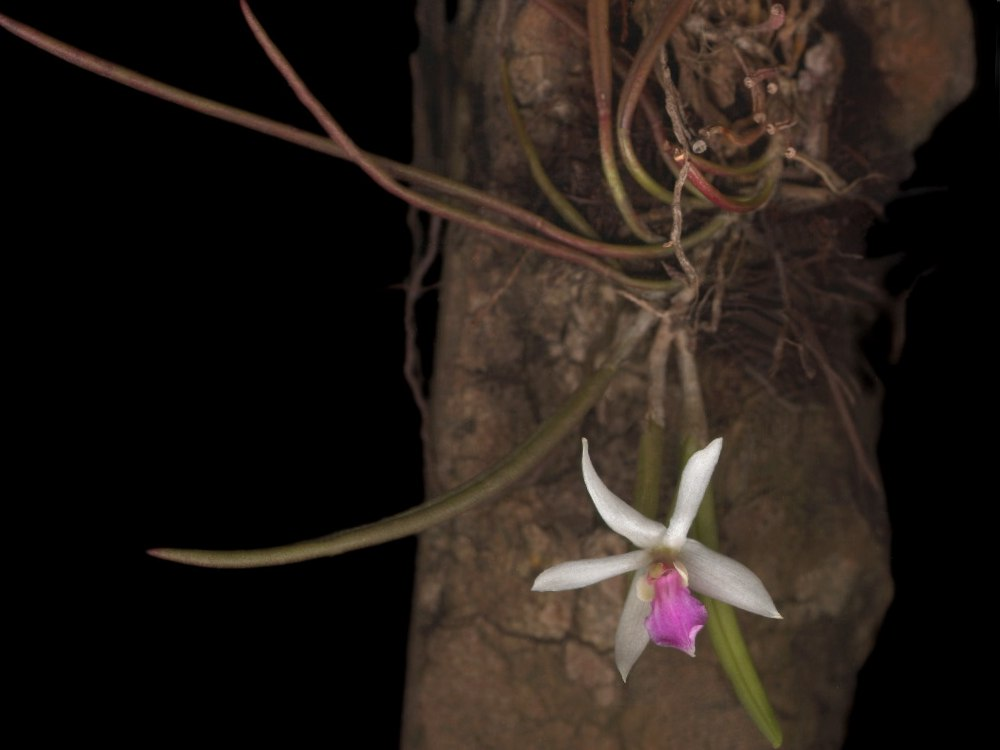